# بليحاء مصفرة
خزامى، ديبة أو البليحاء المصفرة أو بُلَيحاء أو إسلْيخ أو بَقَّم أو صَفْراء أو وَبْيَة (باللاتينية: Reseda luteola) نوع نباتي من جنس البليحاء.

## الموئل والانتشار
موطنها المشرق العربي ووادي النيل والمغرب العربي وتركيا والقوقاز ومعظم مناطق أوروبا.

## الوصف النباتي
نبات عشبي.